# Turks handbalteam junioren (vrouwen)
Het Turks handbalteam junioren is het nationale onder-19 en onder-20 handbalteam van Turkije. Het team vertegenwoordigt het Türkiye Hentbol Federasyonu in internationale handbalwedstrijden voor vrouwen.

## Resultaten

### Wereldkampioenschap handbal onder 20
| Wereldkampioenschap handbal onder 20 | Wereldkampioenschap handbal onder 20                  | Wereldkampioenschap handbal onder 20                  | Wereldkampioenschap handbal onder 20                  | Wereldkampioenschap handbal onder 20                  | Wereldkampioenschap handbal onder 20                  | Wereldkampioenschap handbal onder 20                  | Wereldkampioenschap handbal onder 20                  | Wereldkampioenschap handbal onder 20                  |
| Jaar                                 | Resultaat                                             | Wed                                                   | W                                                     | G                                                     | V                                                     | DV                                                    | DT                                                    | DS                                                    |
| ------------------------------------ | ----------------------------------------------------- | ----------------------------------------------------- | ----------------------------------------------------- | ----------------------------------------------------- | ----------------------------------------------------- | ----------------------------------------------------- | ----------------------------------------------------- | ----------------------------------------------------- |
| 1977                                 | Niet deelgenomen aan kwalificatie/niet gekwalificeerd | Niet deelgenomen aan kwalificatie/niet gekwalificeerd | Niet deelgenomen aan kwalificatie/niet gekwalificeerd | Niet deelgenomen aan kwalificatie/niet gekwalificeerd | Niet deelgenomen aan kwalificatie/niet gekwalificeerd | Niet deelgenomen aan kwalificatie/niet gekwalificeerd | Niet deelgenomen aan kwalificatie/niet gekwalificeerd | Niet deelgenomen aan kwalificatie/niet gekwalificeerd |
| 1979                                 | Niet deelgenomen aan kwalificatie/niet gekwalificeerd | Niet deelgenomen aan kwalificatie/niet gekwalificeerd | Niet deelgenomen aan kwalificatie/niet gekwalificeerd | Niet deelgenomen aan kwalificatie/niet gekwalificeerd | Niet deelgenomen aan kwalificatie/niet gekwalificeerd | Niet deelgenomen aan kwalificatie/niet gekwalificeerd | Niet deelgenomen aan kwalificatie/niet gekwalificeerd | Niet deelgenomen aan kwalificatie/niet gekwalificeerd |
| 1981                                 | Niet deelgenomen aan kwalificatie/niet gekwalificeerd | Niet deelgenomen aan kwalificatie/niet gekwalificeerd | Niet deelgenomen aan kwalificatie/niet gekwalificeerd | Niet deelgenomen aan kwalificatie/niet gekwalificeerd | Niet deelgenomen aan kwalificatie/niet gekwalificeerd | Niet deelgenomen aan kwalificatie/niet gekwalificeerd | Niet deelgenomen aan kwalificatie/niet gekwalificeerd | Niet deelgenomen aan kwalificatie/niet gekwalificeerd |
| 1983                                 | Niet deelgenomen aan kwalificatie/niet gekwalificeerd | Niet deelgenomen aan kwalificatie/niet gekwalificeerd | Niet deelgenomen aan kwalificatie/niet gekwalificeerd | Niet deelgenomen aan kwalificatie/niet gekwalificeerd | Niet deelgenomen aan kwalificatie/niet gekwalificeerd | Niet deelgenomen aan kwalificatie/niet gekwalificeerd | Niet deelgenomen aan kwalificatie/niet gekwalificeerd | Niet deelgenomen aan kwalificatie/niet gekwalificeerd |
| 1985                                 | Niet deelgenomen aan kwalificatie/niet gekwalificeerd | Niet deelgenomen aan kwalificatie/niet gekwalificeerd | Niet deelgenomen aan kwalificatie/niet gekwalificeerd | Niet deelgenomen aan kwalificatie/niet gekwalificeerd | Niet deelgenomen aan kwalificatie/niet gekwalificeerd | Niet deelgenomen aan kwalificatie/niet gekwalificeerd | Niet deelgenomen aan kwalificatie/niet gekwalificeerd | Niet deelgenomen aan kwalificatie/niet gekwalificeerd |
| 1987                                 | Niet deelgenomen aan kwalificatie/niet gekwalificeerd | Niet deelgenomen aan kwalificatie/niet gekwalificeerd | Niet deelgenomen aan kwalificatie/niet gekwalificeerd | Niet deelgenomen aan kwalificatie/niet gekwalificeerd | Niet deelgenomen aan kwalificatie/niet gekwalificeerd | Niet deelgenomen aan kwalificatie/niet gekwalificeerd | Niet deelgenomen aan kwalificatie/niet gekwalificeerd | Niet deelgenomen aan kwalificatie/niet gekwalificeerd |
| 1989                                 | 15de                                                  | 5                                                     | 0                                                     | 0                                                     | 5                                                     | 87                                                    | 146                                                   | -59                                                   |
| 1991                                 | Niet deelgenomen aan kwalificatie/niet gekwalificeerd | Niet deelgenomen aan kwalificatie/niet gekwalificeerd | Niet deelgenomen aan kwalificatie/niet gekwalificeerd | Niet deelgenomen aan kwalificatie/niet gekwalificeerd | Niet deelgenomen aan kwalificatie/niet gekwalificeerd | Niet deelgenomen aan kwalificatie/niet gekwalificeerd | Niet deelgenomen aan kwalificatie/niet gekwalificeerd | Niet deelgenomen aan kwalificatie/niet gekwalificeerd |
| 1993                                 | Niet deelgenomen aan kwalificatie/niet gekwalificeerd | Niet deelgenomen aan kwalificatie/niet gekwalificeerd | Niet deelgenomen aan kwalificatie/niet gekwalificeerd | Niet deelgenomen aan kwalificatie/niet gekwalificeerd | Niet deelgenomen aan kwalificatie/niet gekwalificeerd | Niet deelgenomen aan kwalificatie/niet gekwalificeerd | Niet deelgenomen aan kwalificatie/niet gekwalificeerd | Niet deelgenomen aan kwalificatie/niet gekwalificeerd |
| 1995                                 | Niet gekwalificeerd                                   | Niet gekwalificeerd                                   | Niet gekwalificeerd                                   | Niet gekwalificeerd                                   | Niet gekwalificeerd                                   | Niet gekwalificeerd                                   | Niet gekwalificeerd                                   | Niet gekwalificeerd                                   |
| 1997                                 | 11de                                                  | 4                                                     | 1                                                     | 1                                                     | 2                                                     | 112                                                   | 104                                                   | +8                                                    |
| 1999                                 | 11de                                                  | 8                                                     | 4                                                     | 1                                                     | 3                                                     | 214                                                   | 203                                                   | +11                                                   |
| 2001                                 | 11de                                                  | 8                                                     | 3                                                     | 0                                                     | 5                                                     | 212                                                   | 235                                                   | -23                                                   |
| 2003                                 | Niet gekwalificeerd                                   | Niet gekwalificeerd                                   | Niet gekwalificeerd                                   | Niet gekwalificeerd                                   | Niet gekwalificeerd                                   | Niet gekwalificeerd                                   | Niet gekwalificeerd                                   | Niet gekwalificeerd                                   |
| 2005                                 | Niet gekwalificeerd                                   | Niet gekwalificeerd                                   | Niet gekwalificeerd                                   | Niet gekwalificeerd                                   | Niet gekwalificeerd                                   | Niet gekwalificeerd                                   | Niet gekwalificeerd                                   | Niet gekwalificeerd                                   |
| 2008                                 | Niet gekwalificeerd                                   | Niet gekwalificeerd                                   | Niet gekwalificeerd                                   | Niet gekwalificeerd                                   | Niet gekwalificeerd                                   | Niet gekwalificeerd                                   | Niet gekwalificeerd                                   | Niet gekwalificeerd                                   |
| 2010                                 | Niet gekwalificeerd                                   | Niet gekwalificeerd                                   | Niet gekwalificeerd                                   | Niet gekwalificeerd                                   | Niet gekwalificeerd                                   | Niet gekwalificeerd                                   | Niet gekwalificeerd                                   | Niet gekwalificeerd                                   |
| 2012                                 | Niet gekwalificeerd                                   | Niet gekwalificeerd                                   | Niet gekwalificeerd                                   | Niet gekwalificeerd                                   | Niet gekwalificeerd                                   | Niet gekwalificeerd                                   | Niet gekwalificeerd                                   | Niet gekwalificeerd                                   |
| 2014                                 | Niet gekwalificeerd                                   | Niet gekwalificeerd                                   | Niet gekwalificeerd                                   | Niet gekwalificeerd                                   | Niet gekwalificeerd                                   | Niet gekwalificeerd                                   | Niet gekwalificeerd                                   | Niet gekwalificeerd                                   |
| 2016                                 | Niet gekwalificeerd                                   | Niet gekwalificeerd                                   | Niet gekwalificeerd                                   | Niet gekwalificeerd                                   | Niet gekwalificeerd                                   | Niet gekwalificeerd                                   | Niet gekwalificeerd                                   | Niet gekwalificeerd                                   |
| Totaal                               | 4/20                                                  | 25                                                    | 8                                                     | 2                                                     | 15                                                    | 625                                                   | 688                                                   | -63                                                   |

 Kampioenen   Runners-up   Derde plaats   Vierde plaats

### Europese kampioenschappen onder 19
| Europees kampioenschap handbal onder 19 | Europees kampioenschap handbal onder 19 | Europees kampioenschap handbal onder 19 | Europees kampioenschap handbal onder 19 | Europees kampioenschap handbal onder 19 | Europees kampioenschap handbal onder 19 | Europees kampioenschap handbal onder 19 | Europees kampioenschap handbal onder 19 | Europees kampioenschap handbal onder 19 |
| Jaar                                    | Resultaat                               | Wed                                     | W                                       | G                                       | V                                       | DV                                      | DT                                      | DS                                      |
| --------------------------------------- | --------------------------------------- | --------------------------------------- | --------------------------------------- | --------------------------------------- | --------------------------------------- | --------------------------------------- | --------------------------------------- | --------------------------------------- |
| 1996                                    | 11de                                    | 6                                       | 1                                       | 1                                       | 4                                       | 125                                     | 149                                     | -24                                     |
| 1998                                    | 4de                                     | 6                                       | 3                                       | 0                                       | 3                                       | 175                                     | 183                                     | -8                                      |
| 2000                                    | 12de                                    | 6                                       | 0                                       | 0                                       | 6                                       | 147                                     | 197                                     | -50                                     |
| 2002                                    | Niet gekwalificeerd                     | Niet gekwalificeerd                     | Niet gekwalificeerd                     | Niet gekwalificeerd                     | Niet gekwalificeerd                     | Niet gekwalificeerd                     | Niet gekwalificeerd                     | Niet gekwalificeerd                     |
| 2004                                    | Niet gekwalificeerd                     | Niet gekwalificeerd                     | Niet gekwalificeerd                     | Niet gekwalificeerd                     | Niet gekwalificeerd                     | Niet gekwalificeerd                     | Niet gekwalificeerd                     | Niet gekwalificeerd                     |
| 2007                                    | 15de                                    | 7                                       | 2                                       | 0                                       | 5                                       | 230                                     | 221                                     | +9                                      |
| 2009                                    | Niet gekwalificeerd                     | Niet gekwalificeerd                     | Niet gekwalificeerd                     | Niet gekwalificeerd                     | Niet gekwalificeerd                     | Niet gekwalificeerd                     | Niet gekwalificeerd                     | Niet gekwalificeerd                     |
| 2011                                    | Niet gekwalificeerd                     | Niet gekwalificeerd                     | Niet gekwalificeerd                     | Niet gekwalificeerd                     | Niet gekwalificeerd                     | Niet gekwalificeerd                     | Niet gekwalificeerd                     | Niet gekwalificeerd                     |
| 2013                                    | Niet gekwalificeerd                     | Niet gekwalificeerd                     | Niet gekwalificeerd                     | Niet gekwalificeerd                     | Niet gekwalificeerd                     | Niet gekwalificeerd                     | Niet gekwalificeerd                     | Niet gekwalificeerd                     |
| 2015                                    | Niet gekwalificeerd                     | Niet gekwalificeerd                     | Niet gekwalificeerd                     | Niet gekwalificeerd                     | Niet gekwalificeerd                     | Niet gekwalificeerd                     | Niet gekwalificeerd                     | Niet gekwalificeerd                     |
| 2017                                    | Niet gekwalificeerd                     | Niet gekwalificeerd                     | Niet gekwalificeerd                     | Niet gekwalificeerd                     | Niet gekwalificeerd                     | Niet gekwalificeerd                     | Niet gekwalificeerd                     | Niet gekwalificeerd                     |
| 2019                                    | Niet gekwalificeerd                     | Niet gekwalificeerd                     | Niet gekwalificeerd                     | Niet gekwalificeerd                     | Niet gekwalificeerd                     | Niet gekwalificeerd                     | Niet gekwalificeerd                     | Niet gekwalificeerd                     |
| 2021                                    | Niet gekwalificeerd                     | Niet gekwalificeerd                     | Niet gekwalificeerd                     | Niet gekwalificeerd                     | Niet gekwalificeerd                     | Niet gekwalificeerd                     | Niet gekwalificeerd                     | Niet gekwalificeerd                     |
| Totaal                                  | 4/13                                    |                                         |                                         |                                         |                                         |                                         |                                         |                                         |

 Kampioenen   Runners-up   Derde plaats   Vierde plaats